# Wohlfahrtioză
Wohlfahrtioza (se pronunță: vol-far-ți-o-za) este o parazitoză provocată de dipterele din genul Wohlfahrtia Brauer & Bergenstamm, din familia Sarcophagidae. Numeroase specii produc miaze, specifice sau nu, atât animalelor cât și omului, iar Wohlfahrtia magnifica (Schiner) este recunoscută acum ca un parazit extrem de periculos, care poate provoca pagube foarte importante economiei multor țări europene.
Din cauza importurilor masive de rase de oi cu lână fină și semifină din Australia și Noua Zeelandă (Corriedali, Polwarth, Romney Marsh), în jurul anilor 1980-1988, s-a produs o mare destabilizare a ecosistemelor agricole din țară și din țările europene învecinate, fapt care a dus la distrugerea echilibrului faunei parazitare și în special a celei de diptere miazigene. Populațiile acestora din urmă au cunoscut o explozie necunoscută până atunci, în special a lui Wohlfahrtia magnifica, și care s-au năpustit asupra ovinelor importate cu codotomie.
În toate crescătoriile de ovine din țările Europei centrale, infestația a început din luna mai si, după tunderea lor, miazele au devenit vizibile șî au evoluat până la forme grave, sau chiar foarte grave. Lehrer (1983) a descoperit pentru prima dată în România și în țările limitrofe că 
Wohlfahrtia magnifica (Schiner) (și nu unele specii de Calliphoridae - așa cum au presupus medicii veterinari, fără nici un fel de cercetare) este agentul miazigen obligator și letal al acestor oi și a introdus primele tratamente originale pentru combaterea tuturor formelor de miaze (Lehrer & Lehrer, 1986).
Primele animale atinse grav în regiunea genitală au fost oile importate cu coada « oglindă », la care codotomia practicată în țările de origine a lăsat vulva descoperită în întregime. Descendenții lor au fost continuu atacați, chiar dacă la aceștia codotomia a fost efectuată la un nivel mai distal, în așa fel încât vulva să fie protejată până la 1 cm sub comisura ventrală. 
Unele specii ale acestor miazigeni se dezvoltă de obicei în substanțe organice animale sau vegetale în descompunere. Factorii care provoacă și stimulează ovipoziția sau larvipoziția, transformând acești paraziți saprofagi sau coprofagi în agenți miazigeni ocazionali, sunt mirosurile fetide degajate de țesuturile sau organele bolnave sau necrozate. Prin permanentizarea condițiilor biologice degradate, Wohlfahrtia magnifica s-a transformat dintr-un miazigen facultativ într-un miazigen obligator, care a produs plăgi benigne la animale și la om.
În România, Lehrer & col. a descris în 1986-1991, următoarele  forme de afecțiuni : miaza vulvară, miaza prepuțială, podomiaza, oftalmomiaza, miaza traumatică și miaza cutanată a ovinelor nou-născute. Lehrer a observat de asemenea apariția mai mult sau mai puțin ocazională a miazelor cutanate la câini și porci (în județul Dâmbiviță), a miazei genitale la cai (în județul Vaslui), a miazei traumatice (în județul  Iași)  și a miazei vulvare la bovine (în județele Dâmbovița și Neamț etc.). Ulterior el a întâlnit numeroase miaze similare la bovine și porcine în Delta Dunării, la bovine și bivoli în județul Sălaj. La Tatamir, în afară de miaza vulvară, el a observat și miaza perianală la vaci și la porci sau miaza prepuțială la un tăuraș.

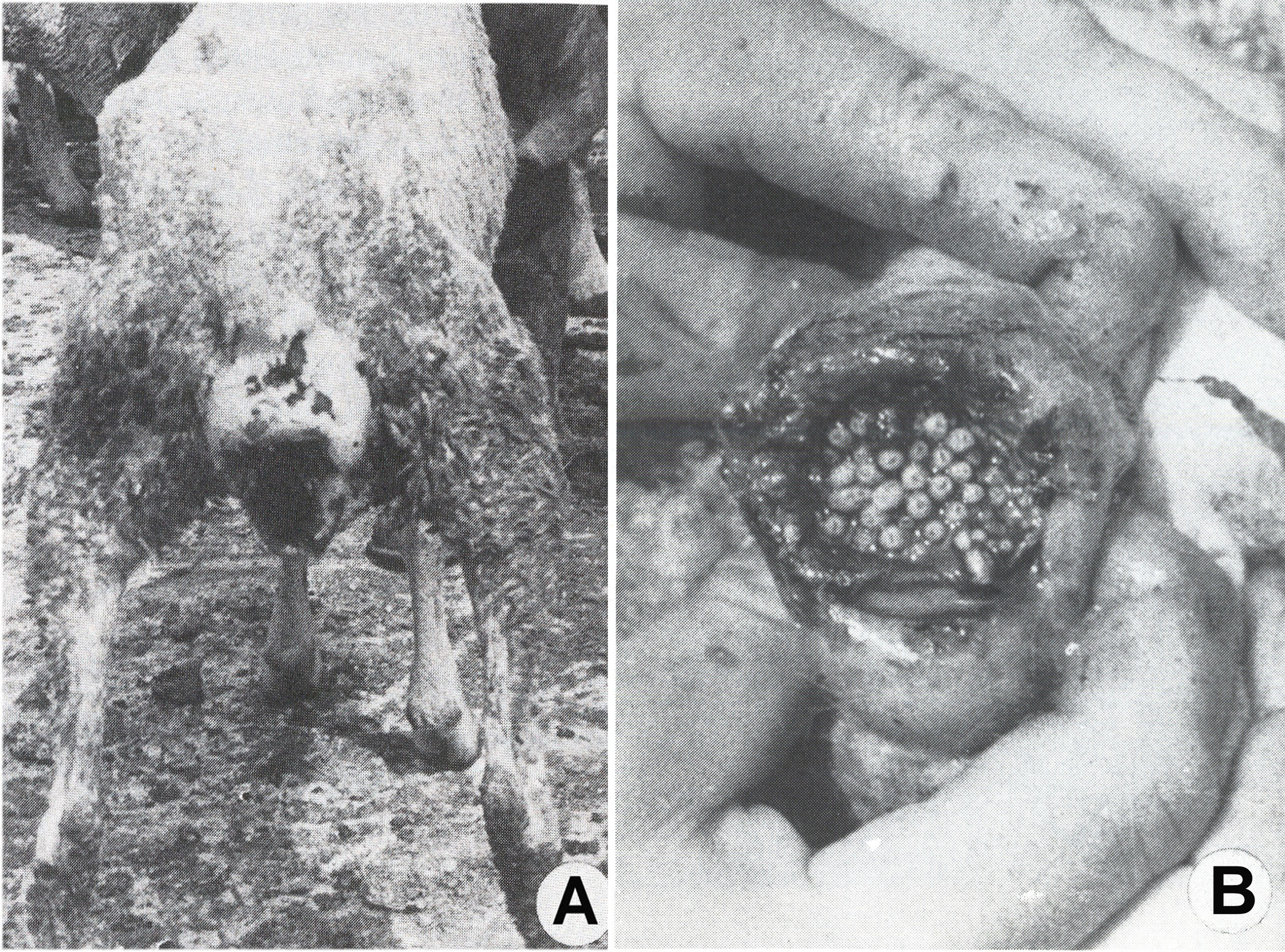
Miaza vulvară (A) şi prepuţială (B)

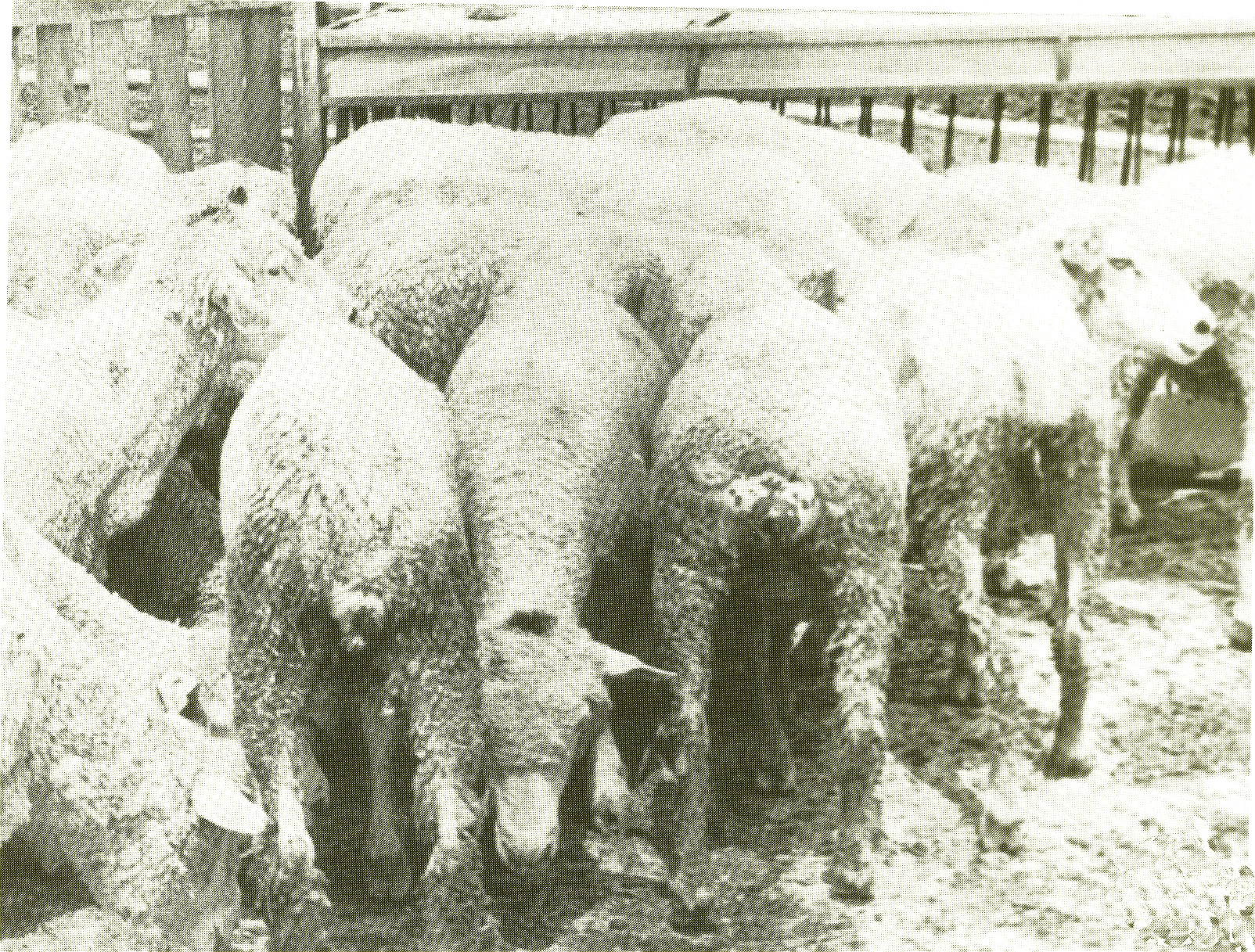
Wohlfahrtioza vulvară a ovinelor

Înainte de apariția acestei parazitoze, W. magnifica nu a fost atât de răspândită în România. Primul caz de otomiază a fost descris de R. Blanchard în 1881 la o fetiță din localitatea Câmpulung. Apoi, dr. Neculae Leon a menționat un caz de miază gingivală (abces dentar) la o femeie de 40 de ani, în 1903 și două cazuri de otomiză la doi copii în 1908. Totuși, nu s-a observat niciodată o invazie de W. magnifica asupra mai multor animale și în aceeași regiune.
Trebuie subliniat că « wohlfahrtioza » s-a răspândit puternic în Europa centrală, unde s-au constituit adevărate focare de dezvoltare și de dispersie a parazitozei, datorită creșterii acestor rase de ovine în condiții bio-geografice foarte asemănătoare.

## Miaza vulvară
Este cea mai răspândită și cea mai gravă dintre toate formele de miaze cunoscute, afectând oile din turmele asociațiilor de crescători, ale fermelor, ale cooperativelor și alte intreprinderi agricole, în proporție de 90-95%, practic în tot timpul anului (din luna mai până în luna octombrie). Acțiunile acestor larve sunt distrugătoare asupra organismului animal. Dacă condițiile meteorologice se ameliorează, atunci depunerile de larve devin din ce în ce mai frecvente pe mucoasa vulvei, iar dezvoltarea larvară nu depășește 5-7 zile. Astfel, se pot observa mai multe generații de larve care trăiesc în aceeași plagă, ceea ce determină consecințe deosebit de impresionante. Viteza de reproducere a acestui dipter miazigen a devenit alarmantă și miazele vulvare grave până la foarte grave au apărut extrem de repede. Cel mai adesea, ca urmare a creșterii rapide a larvelor, vulva se tumefiază și plăgile se aprofundează, formându-se adevărate tuneluri și anfractuozități în pereții ei, ceea ce poate provoca deformări anatomice defavorabile acuplării. Când extirparea larvelor și tratamentul medical întârzie timp de o săptămână sau mai mult, plăgile până atunci isolate confluiază și transformă vulva într-o plagă unică cu diametrul de 10-12 cm, căpătând aspectul unui tub invadat de sute de larve de toate dimensiunile. În acest stadiu oile suferă enorm, nu mai mănâncă, luptând permanent contra durerilor și pruritului vulvar provocat de croșetele mandibulare și spinulația recurentă, care asigură larvelor fixarea lor în musculatura organelor genitale. Animalele încearcă să se scarpine fie cu dinții, fie târându-se cu trenul posterior pe sol. Din această cauză plăgile se infectează adesea, supurează și atrag alte Muscide care se hrănesc cu lichide organice sau Calliphoride care pot depune propriile lor ouă. Astfel, chiar tratamentele chimice sau controalele sanitare la intervale scurte provoacă un mare stress la animale, care încetează de a mânca și cad într-o stare de prostație.

## Miaza prepuțială
Cu aceeași rapiditate, W. magnifica depune pachetele sale de larve la nivelul orificiului prepuțului berbecilor. Ele se afundă imediat în cavitatea prepuțială și se dezvoltă în pereții tegumentului intern. Această miază a berbecilor nu se descoperă de obicei decât când penisul este deja foarte tumefiat sau când animalul își târăște burta pe sol din cauza pruritului penial și din cauza cavității prepuțului invadată de numeroase 
larve mature. De la un singur berbec mic se pot extrage mai mult de 850 de larve de diferite stadii.
Dacă nu se face un control permanent, larvele pot distruge chiar glandul penisului, compromițând iremediabil cei mai buni reproducători. În fermele și asociațiile intercooperatiste de creștere a ovinelor, care caută să mărească șeptelul lor, respectând caracteristicile biofiziologice ale raselor australiene, în special prin obținerea a 3 miei în doi ani, această parazitoză devine catastrofală din punct de vedere economic și anihilează tocmai rațiunea principală pentru care au fost importate.

## Podomiaza

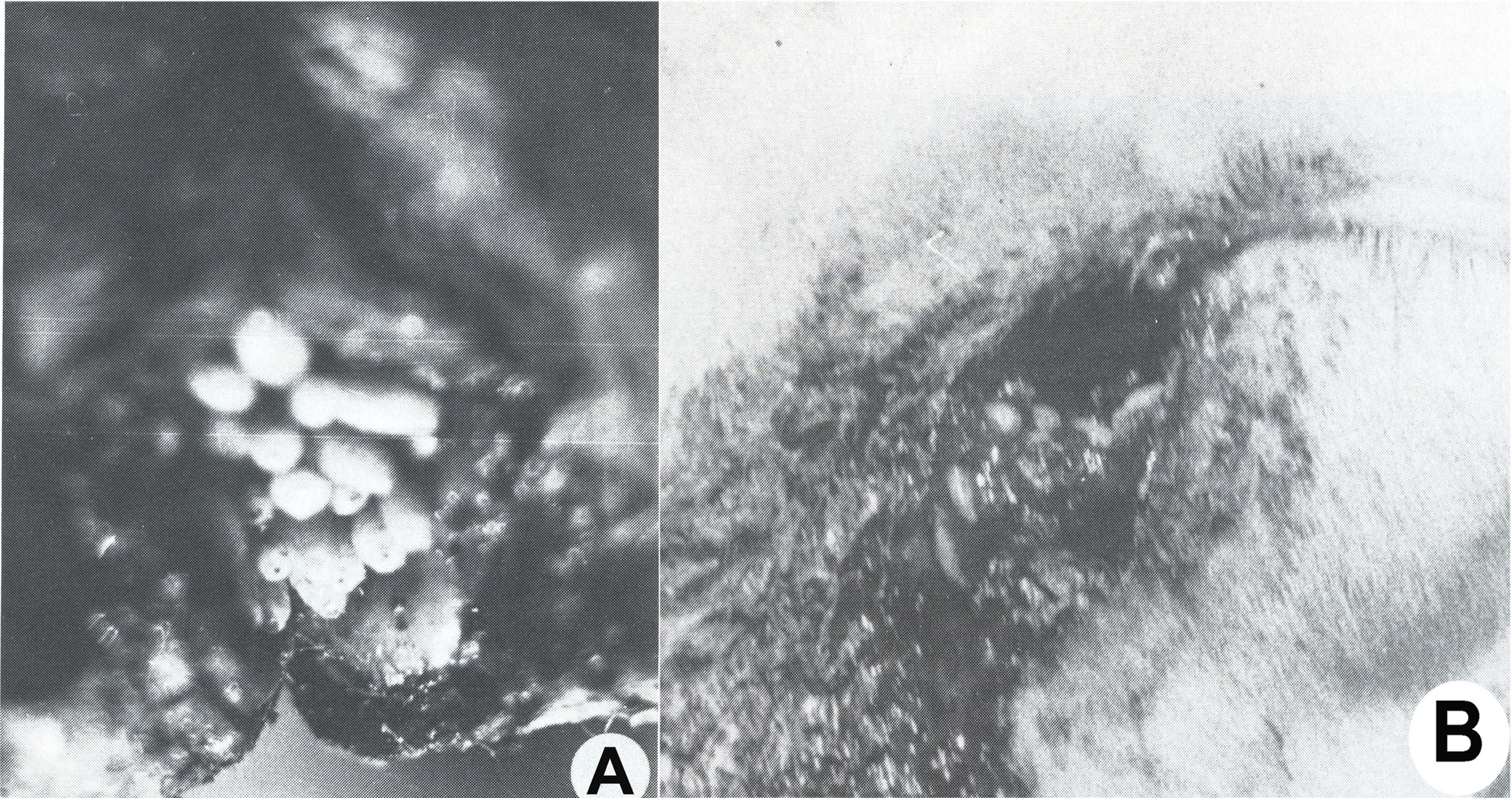
Podomiaza (A) şi oftalmomiaza (B) ovinelor

Se întâlnește de asemenea foarte frecventă miaza țesuturilor moi ale ongloanelor. Ele pot fi declanșate fie de un traumatism în zona coroanei abaxiale, fie de o pododermatită necrobacilară. Infecția autopodului constituie punctul de atracție a depoziției larvelor de W. magnifica. Penetrația acestor larve în interiorul cutiei cornoase este facilitată de asemenea de evoluția pododermitei infecțioase care, atingând pododermul și țesuturile învecinate (membrana keratogenă), o detașează încetul cu încetul până la decolarea sa completă. În acest mod, larvele invadează atât zona interdigitală, cât și interiorul cutiei cornoase, provocând distrugerea țesuturilor falangelor ș accelararea căderii ongloanelor. Cu alte cuvinte, podomiaza poate fi interdigitală, intraongulară și mixtă.

## Oftalmomiaza
Se observă adesea la miei și la oile de diverse origini. Un traumatism sau o leziune din zona proximală a ochilor în momentul tunderii pot constitui punctul de infestare pentru larvele de W. magnifica, care pătrund în orbite. Asupra mieilor nou-născuți, afectați de o keratoconjunctivită, seromucoasele și secrețiile purulente conjunctivale atrag multe muște, printre care acest parazit obligator. Larvele sunt depuse la nivelul mucoasei oculare, de unde ele pot distruge globul ocular și trece prin canalul lacrimo-nazal în sinusurile nazale și maxilare. 

## Miaza traumatică
Aceasta este în realitate miaza plăgilor, produsă de diferite cauze. Cea mai răspândită este aceea care urmează tunderii. Dar, în această categorie de miaze se găsesc și traumatismele provocate de loviturile animalului, leziunilor mamelelor sau codotomia. Se cunoaște de asemenea o miază la baza coarnelor berbecilor, rezultată din dislocarea sau fisurarea coarnelor în epoca de luptă dintre masculi.

## Miaza cutanată a noilor născuți
Poate fi considerată ca o variantă exterioară a miazei genitale, declanșată ca urmare a neglijenței în măsurile zoohigienice a mieilor, în timpul fătărilor de vară (iulie și august). La rasele autohtone, prelevarea mucoaselor și a lichidului amniotic se face mai mult sau mai puțin superficial după fătare și vizează în special curățirea gurii și a nărilor pentru a elibera căile respiratorii obstruate. La mieii de origine străină, această operație de curățire s-a dovedit a fi foarte importantă. Prelevarea incompletă a mucoaselor de pe tot corpul duce inevitabil la crearea de puncte sau zone de atracție a dipterelor miazigene din cauza mirosurilor specifice și a descompunerilor bacteriene intense. Procesul parazitar se instalează foarte repede când fătarile au loc în boxe neprotejate, sub căldura ardentă a soarelui din regiunile de stepă și de silvostepă. În aceste circumstanțe, W. magnifica depune larvele sale pe mucoasele genitale existente pe suprafața corpului. Consecințele acestei miaze sunt extrem de nefaste, pentru că ea provoacă pierderea până la 20% din efectivul de nou-născuți și distrugeri foarte întinse pe partea dorsală a pielii (greabăn, lombe, crupe). 